# Vetschau/Spreewald
Vetschau/Spreewald, in lusaziano inferiore Wětošow/Błota, è una città del Brandeburgo, in Germania.

Appartiene al circondario dell'Oberspreewald-Lusazia.

## Storia
Nel 2003 vennero aggregati alla città di Vetschau/Spreewald i soppressi comuni di Koßwig, Laasow, Missen e Raddusch.

## Società

### Evoluzione demografica
- Sviluppo della popolazione dal 1875 entro gli attuali confini (Linea Blu: Popolazione; Linea puntata: Confronto dello sviluppo della popolazione dello stato del Brandenburgo; Sfondo grigio: Ai tempi del governo nazista; Sfondo rosso: Al tempo del governo comunista)
- Sviluppo recente della popolazione (Linea blu) e previsioni

| Anno | Abitanti |
| ---- | -------- |
| 1875 | 7 243    |
| 1890 | 8 324    |
| 1910 | 8 254    |
| 1925 | 8 101    |
| 1939 | 7 929    |
| 1950 | 10 604   |
| 1964 | 11 938   |

| Anno | Abitanti |
| ---- | -------- |
| 1971 | 13 286   |
| 1981 | 13 059   |
| 1985 | 12 728   |
| 1990 | 12 044   |
| 1995 | 11 170   |
| 2000 | 10 744   |
| 2005 | 9 616    |

| Anno | Abitanti |
| ---- | -------- |
| 2010 | 8 770    |
| 2015 | 8 307    |
| 2016 | 8 297    |
| 2017 | 8 182    |
| 2018 | 8 103    |
| 2019 | 7 941    |
| 2020 | 7 862    |

Fonti dei dati sono nel dettaglio nelle Wikimedia Commons..

## Suddivisione amministrativa[5]
- Vetschau (area urbana), con le località:
  - Belten
  - Lobendorf
  - Märkischheide
- Göritz / Chórice
- Koßwig / Kósojce, con la località:
  - Dubrau
- Laasow / Łaz, con le località:
  - Briesen / Bŕaze
  - Tornitz / Tarnojsk
  - Wüstenhain / Huštań
- Missen / Pšyńe, con la località:
  - Gahlen / Gólin
  - Jehschen
- Naundorf / Ńabožkojce, con la località:
  - Fleißdorf / Długi
- Ogrosen / Ogrozna
- Raddusch / Raduš
- Repten / Repna
- Stradow / Tšadow
- Suschow / Sušow

## Amministrazione

### Gemellaggi
Vetschau è gemellata con:
- Bedburg, dal 2002